# (37299) 2001 CN21
2001 CN21 (asteroide 37299) é um asteroide troiano de Júpiter. Possui uma excentricidade de 0.10344620 e uma inclinação de 29.65565º.
Este asteroide foi descoberto no dia 1 de fevereiro de 2001 por LONEOS em Anderson Mesa.